# Hylesia munonia
Hylesia munonia är en fjärilsart som beskrevs av William Schaus 1927. Hylesia munonia ingår i släktet Hylesia och familjen påfågelsspinnare. Inga underarter finns listade i Catalogue of Life.